# Alf Tergel
Alf Henry Tergel, född 8 augusti 1935 i Simrishamn, död 15 oktober 2007 i Sigtuna, var en svensk kyrkohistoriker.
Alf Tergel disputerade i kyrkohistoria och var universitetslektor i religionskunskap 1969–1999. Han var tillförordnad professor i kyrkohistoria 1983–1987 och i missionsvetenskap 1999–2003. Han utnämndes till professor i kyrkohistoria 2000, men fortsatte fram till sin pensionering att uppehålla  professuren i missionsvetenskap. Under hela sina akademiska karriär var tjänstgjorde han vid Uppsala universitet. Hans forskningsprofil var inriktad mot kyrkans relation till samhället. Doktorsavhandlingen handlade om den ungkyrkliga rörelsens förhållande till arbetarfrågan och nationalismen i början på 1900-talet. Därefter skrev han i ett internationellt perspektiv om kyrkans förhållande till industrialiseringen, det kalla kriget och kapitalismen. Hans lärobok Från Jesus till Mao, senare med titeln Från Jesus till moder Teresa, var under trettio år grundbok för studenter i kyrkohistoria. I boken ger Tergel historiska perspektiv på kristendomens och kyrkans ställning i dagens och morgondagens värld. Huvudtemat är växelspelet mellan kristendom och miljö. Boken ger en lättillgänglig introduktion till kristendomens historia och presenterar en översiktlig bild av det kristna budskapets effekter på omvärlden, samt hur människor och miljöer påverkat detta budskap - från Jesu framträdande och in i vår egen tid. Alf Tergel var nästan hela sitt liv bosatt i Sigtuna. Han var son till Algot Tergel, välkänd publicist och direktor för Svenska kyrkans lekmannaskola. De är begravna på Sigtuna kyrkogård.